# Camerata Polifonica
Il coro Camerata Polifonica di Milano si è costituito nel 1982 a Milano, sotto la guida del maestro Ottavio Beretta. Si sono poi succeduti i direttori Alfonso Caiani e Ruben Jais. Dal 2001 è diretta da Giuseppe Reggiori.
La Camerata Polifonica si è dedicata, in particolare nei primi anni, ad un repertorio sacro e profano del Rinascimento ricercando e proponendo composizioni inedite del periodo. Nel corso degli anni novanta, sotto la direzione dei maestri Jais e Caiani, il repertorio si è ampliato, comprendendo brani del periodo barocco, del '900 e di autori contemporanei, proposti al pubblico in molti importanti appuntamenti culturali e in concerti.
Ha partecipato a diversi concerti e festival di musica contemporanea, incidendo alcuni brani di compositori contemporanei come prime esecuzioni assolute.
La formazione attuale esegue un repertorio di musica antica - prediligendo i periodi tardo rinascimentale e barocco - sia a cappella che con orchestra.
Ha partecipato a diversi appuntamenti concertistici fra cui la Basilica di San Nazaro in Brolo, la Cappella Portinari presso Sant'Eustorgio, il Teatro dei Filodrammatici a Milano ed il Castello Sforzesco di Vigevano.
Nel 2003 ha partecipato a un seminario tenuto dal gruppo vocale "The King's Singers".
Partecipa periodicamente a concorsi corali nazionale e internazionali.
Svolge regolarmente servizio presso la Basilica di San Simpliciano a Milano.